# ألفين هو
ألفين هو هي سلسلة كتب للأطفال كتبتها لينور لوك ورسمتها ليوين فام. تدور أحداث السلسلة حول ألفين هو، وهو صبي أمريكي صيني خجول وجبان في الصف الثاني.  
نُشرت السلسلة المكونة من ستة أجزاء بواسطة راندوم هاوس، بدءًا من ألفين هو: حساسية من الفتيات والمدرسة والأشياء المخيفة الأخرى في 8 يوليو 2008، حتى ألفين هو: حساسية من سور الصين العظيم والقصر المحرم ومناطق الجذب السياحي الأخرى. في 5 أغسطس 2014.

## الكتب
الكتب الستة في السلسلة هي كما يلي:
1. ألفين هو: حساسية من الفتيات والمدرسة وأشياء مخيفة أخرى (نُشرت في 8 يوليو 2008) [4] [5]
2. ألفين هو: حساسية من التخييم والمشي لمسافات طويلة وغيرها من الكوارث الطبيعية (23 يونيو 2009) [6]
3. ألفين هو: حساسية من حفلات أعياد الميلاد والمشاريع العلمية وغيرها من الكوارث من صنع الإنسان (28 سبتمبر 2010) [7]
4. ألفين هو: حساسية من الجثث والجنازات وغيرها من الظروف المميتة (13 سبتمبر 2011) [8]
5. ألفين هو: حساسية من الأطفال واللصوص والمطبات الأخرى في الليل (9 أبريل 2013) [9]
6. ألفين هو: حساسية من سور الصين العظيم والقصر المحرم وغيرها من مناطق الجذب السياحي (5 أغسطس 2014) [10]